# ヤンガー・ナウ
『ヤンガー・ナウ』(Younger Now)はマイリー・サイラスの6枚目のスタジオ・アルバム。

## 収録曲
1. YOUNGER　NOW
2. MALIBU
3. RAINBOWLAND（Featuring　DOLLY　PARTON）
マイリーのゴッドマザーであるドリー・パートンとのデュエット。（キリスト教の伝統的教派において、洗礼式に立会い、神に対する契約の証人となる役割の者を言う。男性の場合代父（だいふ、godfather）、女性の場合代母（だいぼ、godmother）という。）
4. WEEK　WITHOUT　YOU
5. MISS　YOU　SO　MUCH
6. I WOULD　DIE　FOR　YOU
7. THINKIN'
8. BAD　MOON
9. LOVE　SOMEONE
10. SHE'S　NOT　HIM
11. INSPIRED